# Eburrà
L'eburrà és el nom d'una cultura del Paleolític superior originària de l'Àfrica oriental. Aquesta cultura es va desplaçar posteriorment fins a la riba del llac Nakuru, a la zona volcànica d'Ol Doinyo Eburru, a la vall del Rift, Kenya. La seva cronologia comprèn un període ampli que va del 15.000 BP fins al segon mil·lenni abans de la nostra era.
Durant un temps a l'eburrà se'l va conèixer amb el nom de "capsià de Kenya", perquè els descobriments s'assemblaven molt als de la cultura capsaiana del nord d'Àfrica.
Les restes del període eburrà recuperades a la cova de Gamble i a Nderit Drift, comprenen grans fulles recolzades, micròlits corbats, burins i raspadors. Algunes eines trobades a la cova de Gamble estaven fetes d'obsidiana.

## Fases
Utilitzant tecnologia de datació per radiocarboni, el període eburrà ha estat datat de manera segura entre el 12.710 ± 310 BP i el 1.895 BP.
Els principals criteris utilitzats per Ambrose per classificar totes les troballes d'ivori (excepte les de la fase V) van ser la relació longitud / longitud / amplada de microlits i rascadors.
- Fase 1, 13.000 aC - 10.000 aC, associat a un període climàtic curt i humit, substituït per un període climàtic més sec.
- Fase 2, c. 8.000 aC, el clima es va fer molt humit.
- Fase 3, 6.000 aC
- Fase 4, c. 5.000 aC, amb un clima generalment més sec.
- Fase 5, c. 4.500 - 1800 aC, el clima era molt més sec que l'actual. Durant aquest darrer període també es troben eines eburranes associades amb ceràmica i bestiar. Forma part del Neolític africà. Abans de la fase 5, els pobles eburrans vivien de la caça i la recol·lecció.